# Григорий Эльвирский
Святой Григорий Эльвирский (Бетийский) (лат. Gregorius Illiberitanus (Baeticus); ум. после 392) — латинский богослов, епископ города Эльвира (Илиберида) в Испании.

## Биография
Впервые упоминается в 357 году в письмах Люцифера Каларийского к императору Констанцию II. Около этого времени стал епископом Эльвиры в Бетике (близ современной Гранады). Был известен как один из самых стойких последователей никейского исповедания; по словам Иеронима Стридонского, «никогда не приобщался к арианскому нечестию». Вероятно, не принимал участия в Ариминском соборе 359 года, и впоследствии отказался подписать его вероисповедальную формулу. Несмотря на последовательную антиарианскую позицию, не подвергался гонениям. После смерти в 370/371 году его единомышленника Люцифера Каларийского Григорий стал одним из лидеров люциферианского раскола. Он разделял непримиримую позицию Люцифера в отношении раскаявшихся епископов-ариан, осуждая принятие их церковью в сущем сане и отказываясь от общения с ними. Последний раз упоминается Иеронимом в 392 году; полагают, что он умер в глубокой старости, не позднее начала V века.
В Испании почитается как святой, его память отмечается 24 апреля.

## Сочинения
По словам Иеронима, Григорий «написал посредственным слогом различные трактаты и превосходную книгу о вере». Исследователи XX века на основании стилистического анализа атрибутировали авторству епископа Эльвирского несколько религиозных трактатов (в основном по ветхозаветной экзегетике), что поставило его в один ряд с крупнейшими испанскими богословами — предшественниками Исидора Севильского:
- Трактат о книгах Священных Писаний (Tractatus de libris Sanctarum Scripturarum), ранее приписывавшийся Оригену
- Пять книг [толкований] на Песнь Песней (In Canticum canticorum libri quinque), или «Пять гомилий об эпиталамии» (Tractatus V de epithalamio)
- Шестая гомилия (Tractatus VI), или «Толкование на Песнь Песней» (Explicatio in Canticum canticorum)
- О Ноевом ковчеге (De area Noe)
- Фрагменты «Гомилий на Бытие» (Fragmenta tractatus in Genesim)
- Толкование на 91-й псалом (Expositio de psalmo XCI)
- О православной вере против ариан (De fide orthodoxa contra Arianos), в двух редакциях; первая ранее приписывалась Амвросию Медиоланскому, вторая — Григорию Назианзину
- О Соломоне (De Salomone), ранее приписывался Амвросию Медиоланскому

Богословие Григория Эльвирского несет заметное влияние Оригена, Тертуллиана, Новациана, Фивадия Агенского, Люцифера Каларийского, Илария Пиктавийского. В вопросе об исхождении Святого Духа Григорий утверждает, что Сын послал его «от Своей собственной и самой Своей единой сущности», в чём исследователи усматривают одно из свидетельств зарождения католического учения о Filioque.